# وسپ
وسپ (.W.A.S.P) نام یک گروه هوی متال به رهبری بلکی لاولس است که در سال ۱۹۸۲ تشکیل شد و به دلیل شعرها و اجراهای جنجالی شهرت منفی پیدا کرد. این گروه همچنان فعال است و تنها عضو باقی‌مانده از گروه اولیه بلکی لاولس است.

## تاریخچه
گروه در کالیفرنیا توسط بلکی شکل گرفت و اعضای اولیه آن عبارت اند از: ریک فاکس، رندی پایپر و تونی ریچاردز. ترکیب اولیه زیاد باقی نماند و ریک فاکس گروه را ترک کرد و به مالمستین در گروه استیلر پیوست. به جای او دون کوستا به گروه پیوست که او هم بعد از مدت کوتاهی گروه را ترک کرد. نهایتاً این کریس هولمز بود که به گروه آمد و تا مدت‌ها در وسپ باقی ماند.
در سال ۱۹۸۴ آنها اولین آلبوم خود را با نام وسپ منتشر کردند. در ابتدا قرار بود این آلبوم با نام آدمکش‌های بالدار منتشر شود.

## اعضا

### فعلی
- بلکی لاولس: آواز، گیتار (۱۹۸۲ تاکنون)
- داوگ بلیر: گیتار الکتریک (۱۹۹۲ /۲۰۰۱ / ۲۰۰۶ تاکنون)
- مایک دادا: گیتار بیس (۱۹۹۷ تاکنون)
- مایک داپکه: درامز (۲۰۰۶ تاکنون)

### پیشین

#### گیتار الکتریک
- رندی پایپر: (۱۹۸۲ تا ۱۹۸۶)
- کریس هُلمز: (۱۹۸۳ تا ۱۹۹۰ - ۱۹۹۶ تا ۲۰۰۱)
- درل رابرتز: (۲۰۰۱ تا ۲۰۰۴)
- باب کالیک : (1992 تا 1997)

#### درامز
- تونی ریچاردز: (۱۹۸۲ تا ۱۹۸۴)
- استیو رایلی: (۱۹۸۴ تا ۱۹۸۷)
- گلن سادرلینگ: (۱۹۸۷)
- فرانکی بنلی: (۱۹۸۹ تا ۱۹۹۰ /۱۹۹۲ /۱۹۹۵ /۲۰۰۱ /۲۰۰۴)
- استت هاولند: (۱۹۹۱ تا ۲۰۰۵)

#### گیتار بیس
- دان کاستا: (۱۹۸۲)
- ریک فاکس: (۱۹۸۲)
- جانی راد: (۱۹۸۶ تا ۱۹۸۹ - ۱۹۹۲ تا ۱۹۹۳)

## آلبوم‌ها
| نام آلبوم                        | سال انتشار |
| -------------------------------- | ---------- |
| ۱. ‎W.A.S.P.‎                      | ۱۹۸۴       |
| ۲. آخرین فرمان                   | ۱۹۸۵       |
| ۳. درون سیرک الکتریکی            | ۱۹۸۶       |
| ۴. بچه‌های بی‌سر                   | ۱۹۸۹       |
| ۵. بُت قرمز                       | ۱۹۹۲       |
| ۶. هنوز به اندازهٔ کافی سیاه نیست | ۱۹۹۵       |
| ۷. بکُش بگا بمیر                  | ۱۹۹۷       |
| ۸. هلدورادو (زر-دوزخ)            | ۱۹۹۹       |
| ۹. ترور نامقدس                   | ۲۰۰۱       |
| ۱۰. مُردن برای دنیا               | ۲۰۰۲       |
| ۱۱. خدای نئونی: بخش اول – برآمدن | ۲۰۰۴       |
| ۱۲. خدای نئونی، بخش دوم: سرنگونی | ۲۰۰۴       |
| ۱۳. چیره‌گر                       | ۲۰۰۷       |
| ۱۴. بابل                         | ۲۰۰۹       |
| ۱۵. گول گوتا                     | ۲۰۱۵       |